# Municipio de Gorman
El municipio de Gorman (en inglés: Gorman Township) es un municipio ubicado en el condado de Otter Tail en el estado estadounidense de Minnesota. En el año 2010 tenía una población de 465 habitantes y una densidad poblacional de 5,02 personas por km².

## Geografía
El municipio de Gorman se encuentra ubicado en las coordenadas 46°40′45″N 95°35′46″O / 46.67917, -95.59611. Según la Oficina del Censo de los Estados Unidos, el municipio tiene una superficie total de 92.59 km², de la cual 83,3 km² corresponden a tierra firme y (10,03 %) 9,28 km² es agua.

## Demografía
Según el censo de 2010, había 465 personas residiendo en el municipio de Gorman. La densidad de población era de 5,02 hab./km². De los 465 habitantes, el municipio de Gorman estaba compuesto por el 97,85 % blancos, el 0,65 % eran amerindios y el 1,51 % eran de una mezcla de razas. Del total de la población el 0,86 % eran hispanos o latinos de cualquier raza.